# Tepuihyla exophthalma
Espèce
Synonymes
- Osteocephalus exophthalmus Smith & Noonan, 2001
- Osteocephalus phasmatus MacCulloch & Lathrop, 2005

Tepuihyla exophthalma est une espèce d'amphibiens de la famille des Hylidae.

## Répartition
Cette espèce se rencontre :
- au Venezuela dans l'État de Bolívar dans la Sierra de Lema ;
- au Guyana.

## Taxinomie
Osteocephalus phasmatus a été placé en synonymie par Jungfer, Faivovich, Padial, Castroviejo-Fisher, Lyra, Berneck, Iglesias, Kok, MacCulloch, Rodrigues, Verdade, Torres-Gastello, Chaparro, Valdujo, Reichle, Moravec, Gvoždík, Gagliardi-Urrutia, Ernst, De la Riva, Means, Lima, Señaris, Wheeler et Haddad en 2013.

## Publication originale
- Smith & Noonan, 2001 : A new species of Osteocephalus (Anura: Hylidae) from Guyana. Revista de Biología Tropical, vol. 49, no 1, p. 347–357 (texte intégral).